# Kowalowka (rejon smoleński)
Kowalowka (ros. Ковалёвка) – wieś (ros. деревня, trb. dieriewnia) w zachodniej Rosji, w osiedlu wiejskim Prigorskoje rejonu smoleńskiego w obwodzie smoleńskim.

## Geografia
Miejscowość położona jest w pobliżu źródła rzeki Nagać, przy drodze federalnej R120 (Orzeł – Briańsk – Smoleńsk – Witebsk), 20 km od drogi magistralnej M1 «Białoruś», 2,5 km od centrum administracyjnego osiedla wiejskiego (Prigorskoje), 10 km od Smoleńska, 8 km od stacji kolejowej (Tyczinino).
W granicach miejscowości znajdują się ulice: Centralnaja, Dorożnaja, Jużnaja, Majskaja, Miasnickaja, Nowaja, Posiołkowaja, Riabinowaja, Sadowaja, Smolenskaja, Smolenskij 1-yj pierieułok, Smolenskij 2-oj pierieułok, Smolenskij 3-ij pierieułok, Smolenskij 4-yj pierieułok, Sołniecznaja, Zapadnaja.

## Demografia
W 2010 r. miejscowość zamieszkiwało 196 osób.